# Lijst van Tweede Kamerleden 1849-1850
Samenstelling van de Tweede Kamer der Staten-Generaal 1849-1850 biedt een overzicht van de Tweede Kamerleden in de periode na de Tweede Kamerverkiezingen van 30 november 1848. Op 13 februari 1849 ging deze zittingsperiode in en ze eindigde op 19 augustus 1850.
Nederland was verdeeld in 68 kiesdistricten. Om een district te winnen moest een kandidaat de absolute meerderheid van uitgebrachte stemmen verwerven. Indien nodig werd een tweede verkiezingsronde gehouden tussen de twee hoogstgeplaatste kandidaten uit de eerste ronde.
Wijzigingen in de samenstelling gedurende de zittingsperiode staan onderaan vermeld.

## Gekozen bij de verkiezingen van 30 november tot 15 december 1848

### Thorbeckianen (20 zetels)
- Sebastiaan Hendrik Anemaet
- Philip Johannes Bachiene[2]
- Johannes Baptista Bots
- Isaäc Theodorus ter Bruggen Hugenholtz[3]
- Willem Hendrik Dullert[3]
- Daniël van Eck
- Gerrit Adriaan Fokker[4]
- Jan Heemskerk Bzn.[2]
- Franciscus Johannes Jespers
- Gijsbertus Martinus van der Linden[2]
- Karel Adrianus Meeussen[3]
- Samuel Antony de Moraaz
- Karel Arnold Poortman
- Bartholomeus Sloet tot Oldhuis
- Lambertus Dominicus Storm
- Johan Rudolph Thorbecke
- Rembertus Westerhoff[3]
- Berend Wichers
- Jacob Pieter Pompejus van Zuylen van Nijevelt
- Jan Freerks Zijlker[2]

### Liberalen (19 zetels)
- Binse Albarda
- Abraham Boxman
- Edmond Willem van Dam van Isselt
- Albertus Jacobus Duymaer van Twist
- Adriaan Walraven Engelen
- Willem Jan Cornelis van Hasselt
- Johannes Franciscus van der Heijde
- Nicolaas van Heloma[2]
- Johannes Hengst
- Johannes Servaas Lotsy[2]
- Maximiliaan Jacob de Man[3]
- Engel Pieter de Monchy
- Joannes Antonius Christianus Arnoldus van Nispen van Sevenaer[2]
- Geert Reinders[2]
- Abram van Rijckevorsel
- Pieter Carel Schooneveld
- Hendrik Jan Smit
- Louis Libert Guillaume Marie de Villers de Pité[3]
- Willem Wijnaendts[2]

### Conservatief-Liberalen (9 zetels)
- Jan Karel van Goltstein
- Johan Lodewijk Matthias Leclercq
- Johan Theodoor Hendrik Nedermeyer van Rosenthal
- Eko Theodorus Scheltinga Winterberg[3]
- Jan Jacob Slicher van Domburg
- Carel Marius Storm van 's Gravesande
- Willem Hendrik van Voorst
- Simon van Walchren[2]
- Willem Wintgens[2]

### Gematigde liberalen (8 zetels)
- Cornelis Backer
- Willem Boreel van Hogelanden
- Pieter Jacob Costerus[3]
- Dirk Donker Curtius[3]
- Michel Henry Godefroi
- Floris Adriaan van Hall
- Johannes Sebastiaan van Naamen[3]
- Gerardus Wouter Verweij Mejan[2]

### Conservatief-Katholieken (5 zetels)
- Eduardus Josephus Hubertus Borret
- Gustaaf Eugenius Gijsbert Constant Karel Dommer van Poldersveldt
- Pieter Lodewijk de Lom de Berg[2]
- Johannes Luyben[2]
- Jacobus Arnoldus Mutsaers

### Conservatieven (5 zetels)
- Jacob Dirks[3]
- Elisa Cornelis Unico van Doorn[2]
- Louis van Heiden Reinestein[3]
- Lodewijk Napoleon van Randwijck[3]
- Cornelis Schiffer[5]

### Antirevolutionairen (1 zetel)
- Guillaume Groen van Prinsterer[3]

### Separatisten (1 zetel)
- Jan Lodewijk van Scherpenzeel-Heusch[2][6]

## Bijzonderheden
- In 19 kieskringen was een herverkiezing nodig vanwege het niet-behalen van de absolute meerderheid door de hoogst geëindigde kandidaat. Deze tweede ronde werd op verschillende data in december 1848 gehouden: 4 december ('s-Hertogenbosch), 7 december (Amersfoort, Assen, Hoogeveen, IJsselstein), 9 december (Goes, Ridderkerk, Sittard, Venlo), 11 december (Onderdendam, Winschoten), 12 december (Dordrecht, Leiderdorp), 13 december (Doetinchem, Zutphen), 14 december (Amsterdam V, Delft, Gouda) en 15 december (Heerenveen).
- H. Jacobson werd verkozen in de kieskring Almelo, maar nam de benoeming niet aan. Na twee verkiezingsrondes, op 21 december 1848 en 2 januari 1849, werd Dirk Donker Curtius (gematigde liberalen) gekozen.
- Op 7 december 1848 werd M. Dassen de tweede stemronde verkozen in de kieskring Hoogeveen. Hij nam de benoeming echter niet aan, waarna op 26 december 1848 en 4 januari 1849 herverkiezingen plaatsvonden in het district. Bij de tweede stemronde werd Lodewijk Napoleon van Randwijck (conservatieven) verkozen.
- Op 7 december 1848 werd Jan Tijmens Homan in de tweede stemronde verkozen in de kieskring Assen. Hij nam de benoeming echter niet aan en als gevolg hiervan vond op 26 december 1848 en 4 januari 1849 herverkiezingen plaats. Bij de tweede stemronde werd Louis van Heiden Reinestein (conservatieven) verkozen.
- Binse Albarda (liberalen) werd in drie kieskringen verkozen, Leeuwarden, Dokkum, Franeker. Hij was ook kandidaat in het district Sneek en had er bij de eerste verkiezingsronde de meeste stemmen behaald, maar niet genoeg om een absolute meerderheid te behalen. Albarda opteerde voor Leeuwarden. Als gevolg hiervan vonden op 19 december 1848 herverkiezingen plaats in Dokkum en Franeker. In het eerste district werd Isaäc Theodorus ter Bruggen Hugenholtz (thorbeckianen) verkozen, in het tweede Jacob Dirks (conservatieven). Ook kwam hij niet meer op in de tweede verkiezingsronde in Sneek, waardoor daar op 16 december en 28 december herverkiezingen plaatsvonden. Na de tweede stemrode werd Pieter Jacob Costerus (gematigde liberalen) verkozen.
- Johan Rudolph Thorbecke (thorbeckianen) werd verkozen in twee kieskringen, Leiden en na herverkiezingen op 13 december 1848 eveneens in Zutphen. Hij opteerde voor Leiden, als gevolg hiervan vond op 3 januari 1849 een herverkiezing plaats in Zutphen, waarbij Willem Hendrik Dullert werd verkozen.
- Jan Lodewijk van Scherpenzeel-Heusch (separatisten) werd verkozen in Heerlen en na een tweede stemronde op 9 december 1848 werd hij tevens gekozen in Sittard. Van Scherpenzeel-Heusch opteerde voor Sittard, waardoor in Heerlen op 29 januari 1849 een herverkiezing werd gehouden. Hierbij werd Louis Libert Guillaume Marie de Villers de Pité (liberalen) verkozen.
- Johannes Sebastiaan van Naamen (gematigde liberalen) werd verkozen in de kieskring Amsterdam IV, maar opteerde voor de kieskring Amsterdam V, waar hij in de eerste ronde geen meerderheid had behaald. Op 14 december 1848 vonden zowel in Amsterdam IV als Amsterdam V herverkiezingen plaats, waarbij van Naamen in beide kieskringen opkwam. In Amsterdam IV raakte hij verkozen, in Amsterdam V werd hij verslagen door Jan Heemskerk Bzn. (thorbeckianen).
- Berend Wichers (thorbeckianen) werd verkozen in twee kieskringen, Groningen en Appingedam. Hij opteerde voor Groningen, als gevolg hiervan vond op 11 december 1848 een herverkiezing plaats in Appingedam, waarbij Jan Freerks Zijlker (thorbeckianen) werd verkozen. Zijlker werd dezelfde dag ook verkozen in Winschoten en opteerde voor deze kieskring, waardoor er opnieuw verkiezingen kwamen in Appingedam. Na twee stemrondes, op 27 december 1848 en 3 januari 1849, werd Rembertus Westerhoff (thorbeckianen) verkozen.
- Johan Theodoor Hendrik Nedermeyer van Rosenthal (conservatief-liberalen) werd verkozen in twee kieskringen, Arnhem en Harderwijk. Hij opteerde voor Arnhem, als gevolg hiervan vonden er op 22 december 1848 en 5 januari 1849 herverkiezingen plaats in Harderwijk. Bij de tweede stemronde raakte Guillaume Groen van Prinsterer (antirevolutionairen)  verkozen.
- Lambertus Dominicus Storm (thorbeckianen) werd verkozen in twee kieskringen, Breda en Bergen op Zoom. Hij opteerde voor Breda, waardoor op 27 december 1848 een herverkiezing plaatsvond in Bergen op Zoom. Karel Adrianus Meeussen werd verkozen.
- Carel Marius Storm van 's Gravesande (conservatief-liberalen) werd verkozen in twee kieskringen, Deventer en Enschede. Hij opteerde voor Deventer, als gevolg hiervan vond op 16 december 1848 een herverkiezing plaats in Enschede. Hierbij werd Maximiliaan Jacob de Man (liberalen) verkozen.
- Willem Jan Cornelis van Hasselt (liberalen) werd verkozen in twee kieskringen, Edam en Hoorn. Hij opteerde voor Edam, als gevolg hiervan vond op 14 december 1848 een herverkiezing plaats in Hoorn. Hierbij werd Eko Theodorus Scheltinga Winterberg (conservatief-liberalen) verkozen.

## Tussentijdse mutaties

### 1849
- 3 mei: Edmond Willem van Dam van Isselt (liberalen) verliet vrijwillig de Tweede Kamer. Vervolgens vonden er op 24 juni en 10 juli 1849 tussentijdse verkiezingen plaats in de kieskring Zaltbommel. Bij de tweede stemronde werd O.W.A. van Bylandt van Mariënwaard verkozen, maar die nam zijn benoeming tot Tweede Kamerlid niet aan. Op 6 augustus 1849 vonden weer tussentijdse verkiezingen plaats, maar verkozene W.J. van Hoytema besloot ook niet in de Tweede Kamer te zetelen. Bij de daaropvolgende tussentijdse verkiezingen, op 8 september dat jaar, werd Wolter Robert van Hoëvell (thorbeckianen) verkozen. Hij werd geïnstalleerd op 19 november 1849.
- 22 mei: Jan Lodewijk van Scherpenzeel-Heusch (separatisten) nam ontslag als benoemd lid van de Tweede Kamer. Hij werd nooit formeel geïnstalleerd als Tweede Kamerlid en nam als voorstander van de  aansluiting van Nederlands-Limburg bij een Duitse eenheidsstaat niet deel aan de werkzaamheden in het parlement. Vervolgens vonden er op 14 juni en 29 juni 1849 tussentijdse verkiezingen plaats in de kieskring Sittard. Na de tweede stemronde werd Johannes Jacobus Lambrechts (liberalen) verkozen. Hij werd op 17 juli 1849 geïnstalleerd.
- 20 september: Binse Albarda (liberalen) verliet de Tweede Kamer, vanwege persoonlijke redenen. Daarom vonden op 30 oktober en 8 november 1849 tussentijdse verkiezingen plaats in de kieskring Leeuwarden. Bij de tweede stemronde werd Schelto van Heemstra (conservatief-liberalen) verkozen, die op 11 november 1849 werd geïnstalleerd.
- 31 oktober: Johan Rudolph Thorbecke (thorbeckianen) verliet de Tweede Kamer om minister van Binnenlandse Zaken te worden in het kabinet-Thorbecke I. Op 7 en 14 december 1849 werden daarom tussentijdse verkiezingen gehouden in Leiden. Bij de tweede stemronde werd Johannes Andreas de Fremery verkozen, die op 12 februari 1850 werd geïnstalleerd.
- 31 oktober: Johan Theodoor Hendrik Nedermeyer van Rosenthal (conservatief-liberalen) verliet de Tweede Kamer om minister van Justitie en Hervormde en andere Erediensten te worden in het kabinet-Thorbecke I. Op 7 en 20 december 1849 werden daarom tussentijdse verkiezingen gehouden in Arnhem. Bij de tweede stemronde werd Edmond Willem van Dam van Isselt (liberalen) verkozen, die op 12 februari 1850 werd geïnstalleerd.

### 1850
- 6 augustus: Gerardus Wouter Verweij Mejan (gematigde liberalen) overleed. Gezien de korte resterende duur van de zittingsperiode werd niet meer in zijn vacature voorzien.